# Nadelpferdchen und Fetzenfische

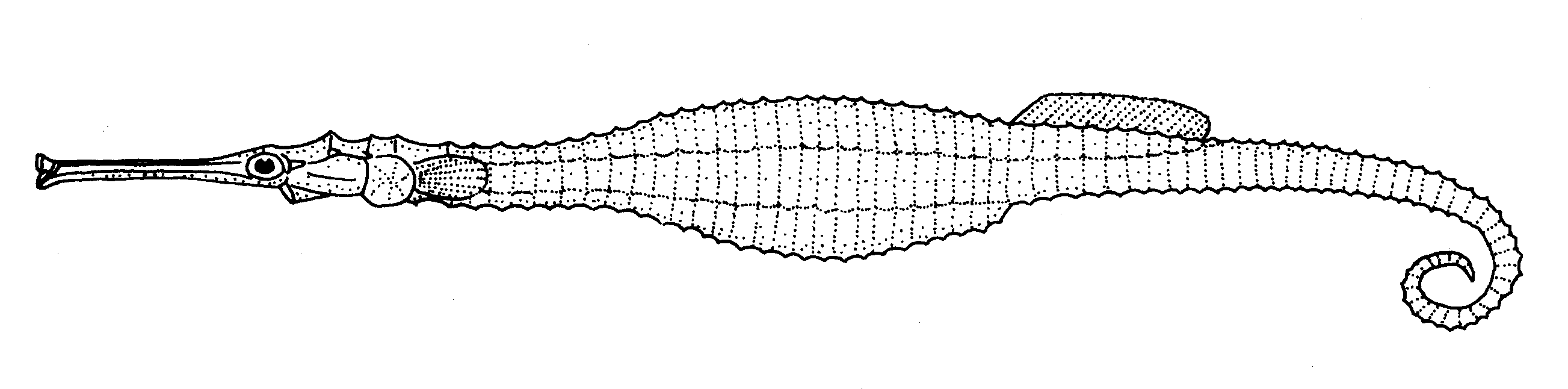
Australisches Dornen-Nadelpferdchen (Solegnathus spinosissimus)

Die Unterfamilie der Nadelpferdchen und Fetzenfische (Solegnathinae) umfasst verschiedene Seenadelarten aus dem Indopazifik, darunter die bekannten Fetzenfische von den Küsten Australiens. Die Fetzenfische unterscheiden sich durch ihre blattartigen, der Tarnung dienenden Hautauswüchse von den übrigen Mitgliedern der Gruppe.
Allen Nadelpferdchen und Fetzenfischen fehlt eine Schwanzflosse. Der Schwanz der Nadelpferdchen wird, wie der der Seepferdchen, als Greiforgan gebraucht.

## Fortpflanzung
Wie bei allen Seenadeln übergeben die Weibchen die Eier an die männlichen Fische, die sie bis zum Schlupf an der Schwanzunterseite tragen. Es gibt kein pelagisches Larvenstadium. Die geschlüpften Jungfische gehen sofort zur versteckten Lebensweise der Eltern in Bodennähe über. Deshalb haben alle Arten nur ein relativ kleines Verbreitungsgebiet.

## Arten
Es gibt drei Gattungen, von denen eine monotypisch ist.
- Phycodurus 
  - Großer Fetzenfisch (Phycodurus eques)
- Phyllopteryx
  - Seedrache oder Kleiner Fetzenfisch (Phyllopteryx taeniolatus)
  - Roter Seedrache (Phyllopteryx dewysea)
- Solegnathus
  - Dunckers Nadelpferdchen (Solegnathus dunckeri), 50 cm lang, Küste von New South Wales bis Süd-Queensland.
  - Hardwicks Nadelpferdchen (Solegnathus hardwickii), 50 cm lang, Chinesisches Meer bis Süd-Japan.
  - Indonesisches Nadelpferdchen (Solegnathus lettiensis), 45 cm lang, Bandasee, Java, Molukken, Flores.
  - Robustes Dornen-Nadelpferdchen (Solegnathus robustus), 40 cm lang, Küste von Flinders Island.
  - Australisches Dornen-Nadelpferdchen (Solegnathus spinosissimus), 50 cm lang, Küste von Tasmanien.